# Weltausstellung Paris 1855
Die Weltausstellung in Paris 1855 (französisch Exposition universelle de 1855) war die erste Weltausstellung in Frankreich. Sie wurde nach dem Vorbild der Londoner Great Exhibition von 1851 gestaltet und sollte diese wenn möglich übertreffen. Wichtigster Ausstellungsort war ein temporärer Ausstellungspalast, der zwischen Champs-Élysées und der Seine errichtet wurde. Die Schau dauerte vom 15. Mai bis zum 31. Oktober 1855. Die Besucherzahl betrug über 5 Millionen. Auf die Weltausstellung 1855 geht die heute noch gültige Bordeaux-Klassifizierung zurück.

## Vorgeschichte

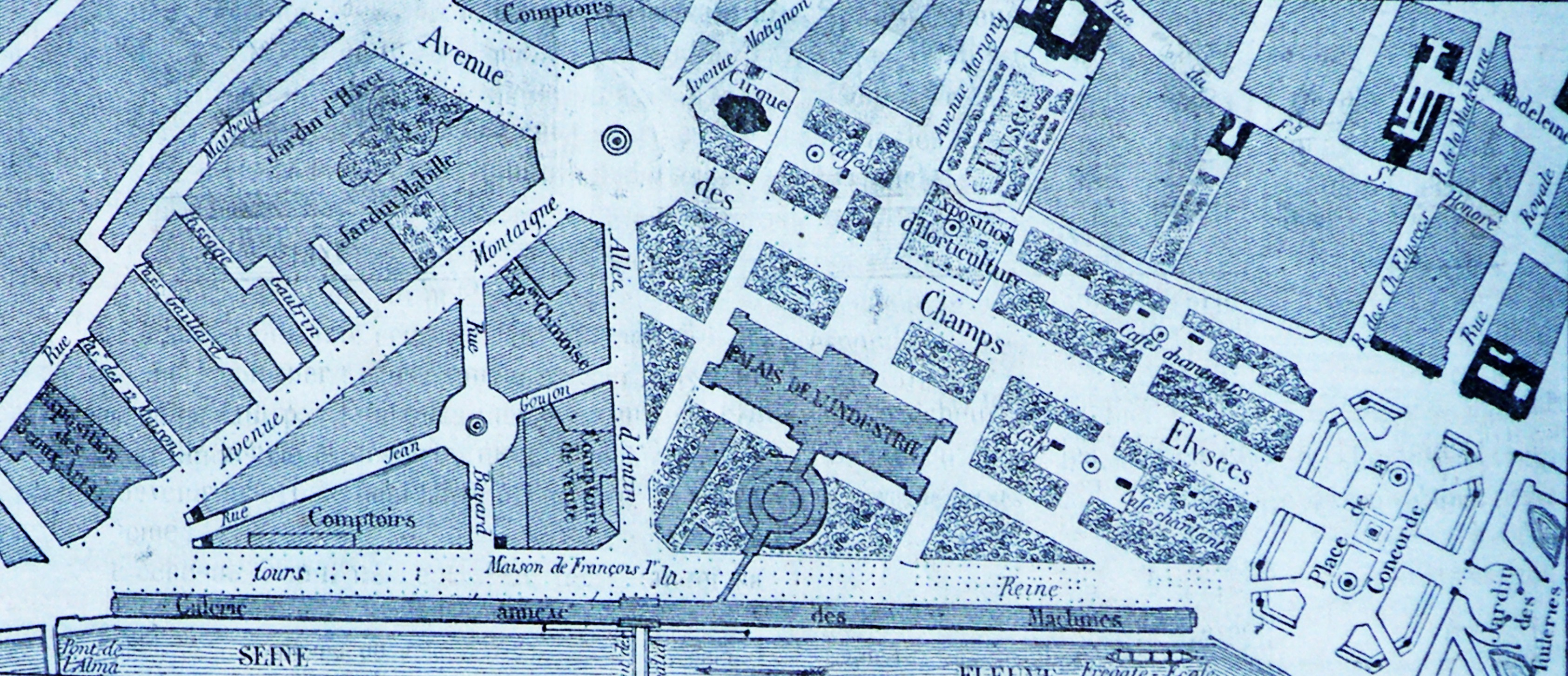
Plan der Ausstellung

Mit kaiserlichem Dekret Napoleons III. vom 8. März 1853 wurde die Abhaltung der Weltausstellung beschlossen, ein weiteres vom 22. Juni statuierte, dass die Ausstellung auch die Schönen Künste umfassen sollte.
Prosper Mérimée, Eugène Delacroix und Jean-Auguste-Dominique Ingres wirkten an der Kunstsektion der kaiserlichen Vorbereitungskommission mit, in der Sektion Landwirtschaft und Industrie findet man die Namen Pierre Guilleaume Fréderic Le Play, Ferdinand de Lesseps, Émile Pereire, Michel Chevalier.

## Der Industriepalast

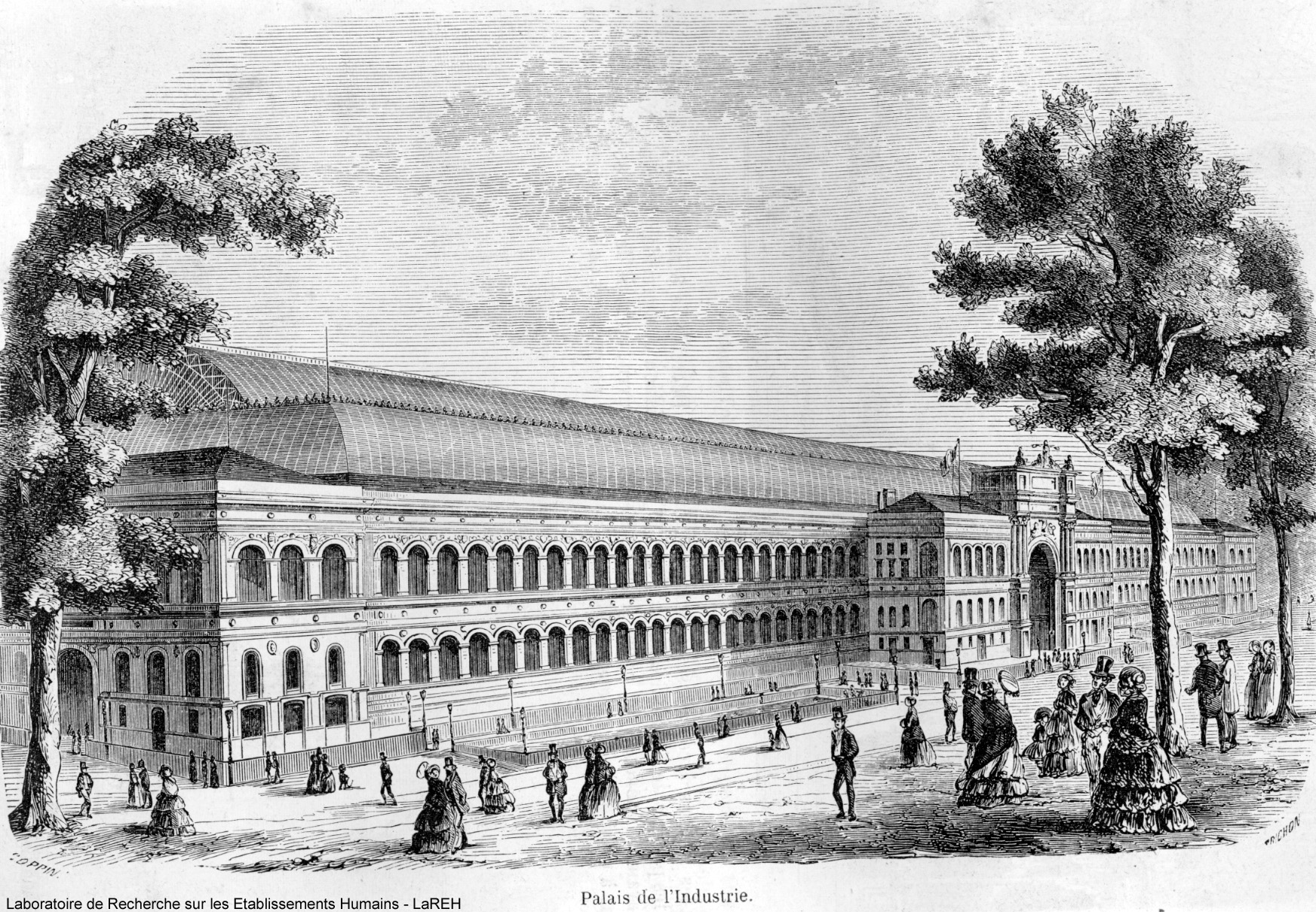
Palais de l’Industrie, Fassade zu den Champs-Élysées

Das riesige Gebäude des Industriepalasts wurde in Zusammenarbeit des Architekten Jean-Marie Victor Viel und der Ingenieure Alexis Barrault und Gustave Bridel geschaffen. In der Mitte der 208 m langen Hauptfassade befand sich ein monumentales Portal mit Skulpturen von Élias Robert und Georges Diebolt (1816–1861). Der Industriepalast wurde 1897 abgerissen und an seiner Stelle das Grand Palais errichtet.
Das Panorama, ein Werk von Jacques Hittorff aus 1831, wurde in den Ausstellungsbezirk integriert, es wurde auch ein Annex errichtet.

## Der Palast der Schönen Künste

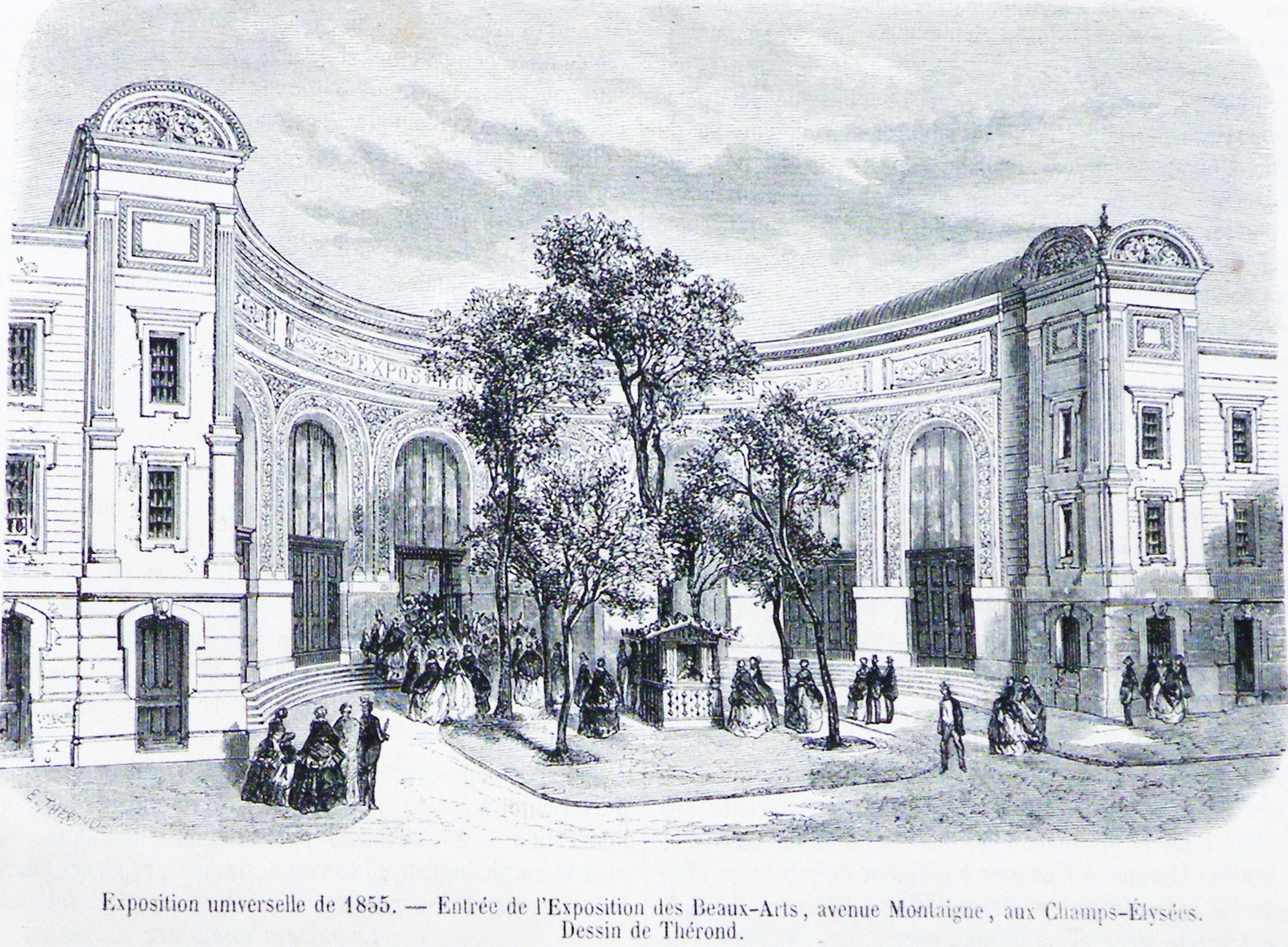
Palais des Beaux-Arts

Die Pariser Weltausstellung war die erste, die der zeitgenössischen Kunst breiten Raum gab. Der Architekt Hector Lefuel errichtete in der Avenue Montaigne ein Palais des Beaux-Arts im Renaissancestil. 28 Nationen stellten 4979 Werke von 2176 Künstlern aus.

## Auszeichnungen

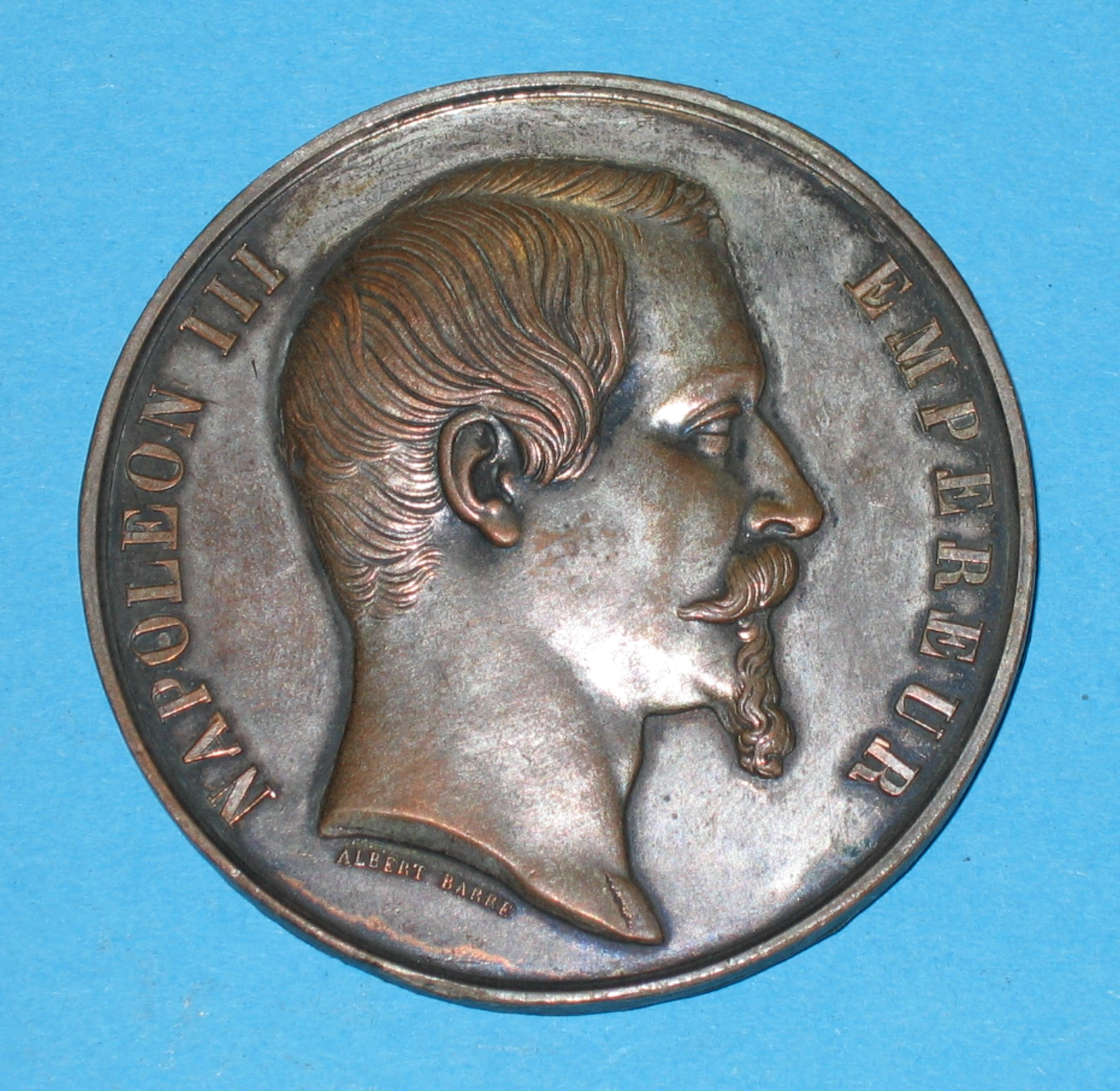
Stollwerck-Medaille zur Weltausstellung Paris 1855

Der Kölner Produzent von Bonbons und Schokolade Franz Stollwerck erhielt eine Medaille für die Stollwerck’schen Hustenbonbons, und das Dürener Unternehmen Heinrich August Schoeller Söhne GmbH & Co KG für seine Feinpapiere von höchster Qualität eine Medaille der 1. Klasse. Der österreichische Sensenfabrikant Christoph Conrad Weinmeister erhielt für seine Sensen die einzige goldene Ehrenmedaille seiner Klasse. Für die Schafwolle aus seiner Negretti-Stammherde erhielt Friedrich von Maltzahn eine Goldmedaille. Jacob Mayer von der Firma Bochumer Verein bekam eine Goldmedaille für die Stahlgussglocken. Eduard Herdtle erhielt für seine Industriezeichnungen die Medaille II. Klasse.